# سینت فلوریان (آلاباما)
سینت فلوریان (به انگلیسی: St. Florian) شهری در شهرستان لودردیل ایالت آلاباما است که مساحت آن ۹٫۵۷ کیلومتر مربع است و در سرشماری سال ۲۰۱۰ میلادی، ۴۱۳ نفر جمعیت داشته و تراکم جمعیتی آن، ۴۳٫۱۶ نفر در هر کیلومتر مربع بوده است.